# Gud har en famn
Gud har en famn är en doppsalm med text av Sam Perman och musik av Lars Edlund från 1957.
Permans texter blir fria för publicering 2029.

## Publicerad i
- Den svenska psalmboken 1986 som nummer 381 under rubriken "Dopet".
- Kyrkovisor för barn som nummer 754 under rubriken "Dopet".
- Hela familjens psalmbok 2013 som nummer 130 under rubriken "Barn i Guds famn".[1]